# Чан, Алина
Алина Чан (англ. Alina Chan; род. Ванкувер, Британская Колумбия, Канада) — канадский учёный, молекулярный биолог, специализирующаяся на генотерапии и клеточной инженерии. Сотрудница центра биомедицинских и геномных исследований Институт Броуда Массачусетского технологического института и Гарварда. Во время пандемии COVID-19 утверждала, что следует изучить теорию о лаборатной утечке вируса, который вызывает заболевание COVID-19.

## Биография
Родилась в городе Ванкувер, провинция Британская Колумбия, Канада. Её родители сингапурцы. Вскоре после её рождения семья вернулась в город-государство Сингапур. Там Чан провела своё детство. В 16 лет, после окончания школы, она вернулась в Канаду, чтобы изучать биохимию и молекулярную биологию в Университете Британской Колумбии. В университете получила учёную степень доктора. Затем поступила в Гарвардский университет в качестве постдокторанта, а позже начала работать в Центре психиатрических исследований Стэнли при Институте Броуда.

## Пандемия COVID-19
Чан стала известна во время пандемии COVID-19 за соавторство препринта и op-ed, в которых утверждалось, что вирус был «предварительно адаптирован» (англ. pre-adapted) для людей, и предполагалось, что вирус SARS-CoV-2, вызывающий заболевание COVID-19, распространился в результате утечки из лаборатории Уханьского института вирусологии, расположенного в китайском городе Ухань, в котором был зарегистрирован первый случай заражения. Её позиция вызвала критику и споры в научной среде. Чан публично и подробно рассказала о своих взглядах и написала статьи на эту тему вместе с научным журналистом Мэттом Ридли в газетах The Wall Street Journal и The Daily Telegraph. Вместе с другими учёными подписала открытые письма, опубликованные в The Wall Street Journal и газете The New York Times, с призывом к полному и неограниченному международному судебно-медицинскому расследованию всех возможных источников происхождения вируса SARS-CoV-2. Чан вошла в число 18 учёных, которые подписали открытое письмо в академическом журнале Science, призывающее к достоверному расследованию происхождения вируса. Письмо призывало к «надлежащему расследованию» «как естественных, так и лабораторных путей распространения», широко освещалось в прессе и ввело дебаты о возможном лабораторном происхождении вируса в общественный дискурс.
Чан и Ридли написали книгу под названием «Вирус: Поиск Происхождения COVID-19», опубликованную издательским домом HarperCollins в ноябре 2021 года. После публикации книги Чан заявила, что планировала изменить свое имя. Ей стали поступать оскорбительные сообщения, в которых её называли "предателем расы" (англ. race traitor) из-за того, что она частично китаянка.
Чан участвовала в дискуссии о происхождении COVID-19, организованной Science.
В декабре 2021 года выступила с докладом перед специальным комитетом по науке и технологиям Палаты общин Великобритании. Чан сказала: «Я думаю, что лабораторное происхождение более вероятно, чем нет. Сейчас небезопасно высказываться людям, которые знают о происхождении пандемии. Но мы живем в эпоху, когда хранится так много информации, что она рано или поздно откроется».